# RPS10
RPS10 (англ. Ribosomal protein S10) – білок, який кодується однойменним геном, розташованим у людей на короткому плечі 6-ї хромосоми. Довжина поліпептидного ланцюга білка становить 165 амінокислот, а молекулярна маса — 18 898.
| 10         |  | 20         |  | 30         |  | 40         |  | 50         |
| ---------- |  | ---------- |  | ---------- |  | ---------- |  | ---------- |
| MLMPKKNRIA |  | IYELLFKEGV |  | MVAKKDVHMP |  | KHPELADKNV |  | PNLHVMKAMQ |
| SLKSRGYVKE |  | QFAWRHFYWY |  | LTNEGIQYLR |  | DYLHLPPEIV |  | PATLRRSRPE |
| TGRPRPKGLE |  | GERPARLTRG |  | EADRDTYRRS |  | AVPPGADKKA |  | EAGAGSATEF |
| QFRGGFGRGR |  | GQPPQ      |  |            |  |            |  |            |

A: Аланін

D: Аспарагінова кислота

E: Глутамінова кислота

F: Фенілаланін

G: Гліцин

H: Гістидин

I: Ізолейцин

K: Лізин

L: Лейцин

M: Метіонін

N: Аспарагін

P: Пролін

Q: Глутамін

R: Аргінін

S: Серин

T: Треонін

V: Валін

W: Триптофан

Кодований геном білок за функціями належить до рибонуклеопротеїнів, рибосомних білків, фосфопротеїнів. 
Локалізований у цитоплазмі, ядрі.